# بارغونا
مدينة بارغونا (بالبنغالية বরগুনা)، تقع مدينة بارغونا في مقاطعة بارغونا التابعة لمحافظة باريسال في جنوب وسط بنغلاديش. وهي المقر الإداري وأكبر مدينة في مقاطعة بارغونا. تقع المدينة على ضفاف نهر خكدون، وتبلغ مساحتها 15.58 كيلومتر مربع (6.02 ميل مربع) ويبلغ عدد سكانها 33.098 نسمة في إحصاء عام 2011.

## المناخ
يظهر الجدول التالي التغييرات المناخية على مدار السنة لبارغونا:
| البيانات المناخية لـبارغونا           | البيانات المناخية لـبارغونا | البيانات المناخية لـبارغونا | البيانات المناخية لـبارغونا | البيانات المناخية لـبارغونا | البيانات المناخية لـبارغونا | البيانات المناخية لـبارغونا | البيانات المناخية لـبارغونا | البيانات المناخية لـبارغونا | البيانات المناخية لـبارغونا | البيانات المناخية لـبارغونا | البيانات المناخية لـبارغونا | البيانات المناخية لـبارغونا | البيانات المناخية لـبارغونا |
| الشهر                                 | يناير                       | فبراير                      | مارس                        | أبريل                       | مايو                        | يونيو                       | يوليو                       | أغسطس                       | سبتمبر                      | أكتوبر                      | نوفمبر                      | ديسمبر                      | المعدل السنوي               |
| ------------------------------------- | --------------------------- | --------------------------- | --------------------------- | --------------------------- | --------------------------- | --------------------------- | --------------------------- | --------------------------- | --------------------------- | --------------------------- | --------------------------- | --------------------------- | --------------------------- |
| متوسط درجة الحرارة الكبرى °م (°ف)     | 25.8 (78.4)                 | 28.2 (82.8)                 | 31.9 (89.4)                 | 33.0 (91.4)                 | 34.3 (93.7)                 | 31.5 (88.7)                 | 30.4 (86.7)                 | 30.5 (86.9)                 | 31.1 (88.0)                 | 31.2 (88.2)                 | 29.0 (84.2)                 | 26.2 (79.2)                 | 30.3 (86.5)                 |
| متوسط درجة الحرارة الصغرى °م (°ف)     | 13.3 (55.9)                 | 16.2 (61.2)                 | 20.9 (69.6)                 | 24.2 (75.6)                 | 25.6 (78.1)                 | 25.9 (78.6)                 | 25.7 (78.3)                 | 25.8 (78.4)                 | 25.6 (78.1)                 | 24.2 (75.6)                 | 19.4 (66.9)                 | 14.5 (58.1)                 | 21.8 (71.2)                 |
| الهطول مم (إنش)                       | 12 (0.5)                    | 24 (0.9)                    | 44 (1.7)                    | 214 (8.4)                   | 502 (19.8)                  | 571 (22.5)                  | 480 (18.9)                  | 332 (13.1)                  | 315 (12.4)                  | 194 (7.6)                   | 46 (1.8)                    | 10 (0.4)                    | 2٬516 (99.1)                |
| المصدر: Climate-Data.org,Climate data |                             |                             |                             |                             |                             |                             |                             |                             |                             |                             |                             |                             |                             |

## أعلام
- ريفات بن ستار